# Walburgiskirche (Venne)

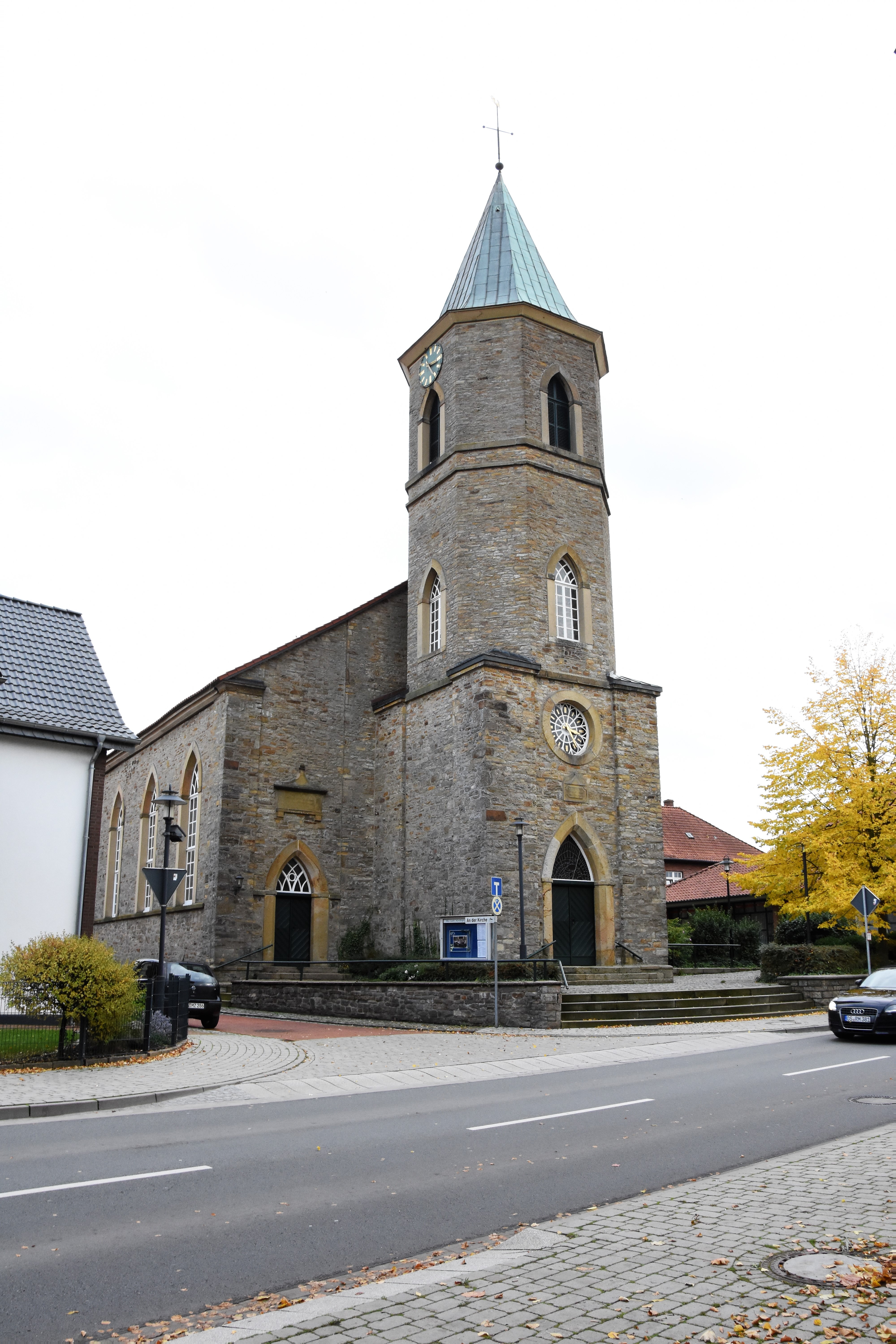
Die Walburgiskirche

Die Walburgiskirche im Ostercappelner Ortsteil Venne ist die Kirche der Ev.-luth. Walburgis-Kirchengemeinde Venne, die dem Kirchenkreis Bramsche der Evangelisch-lutherischen Landeskirche Hannovers angehört.

## Baugeschichte und Beschreibung

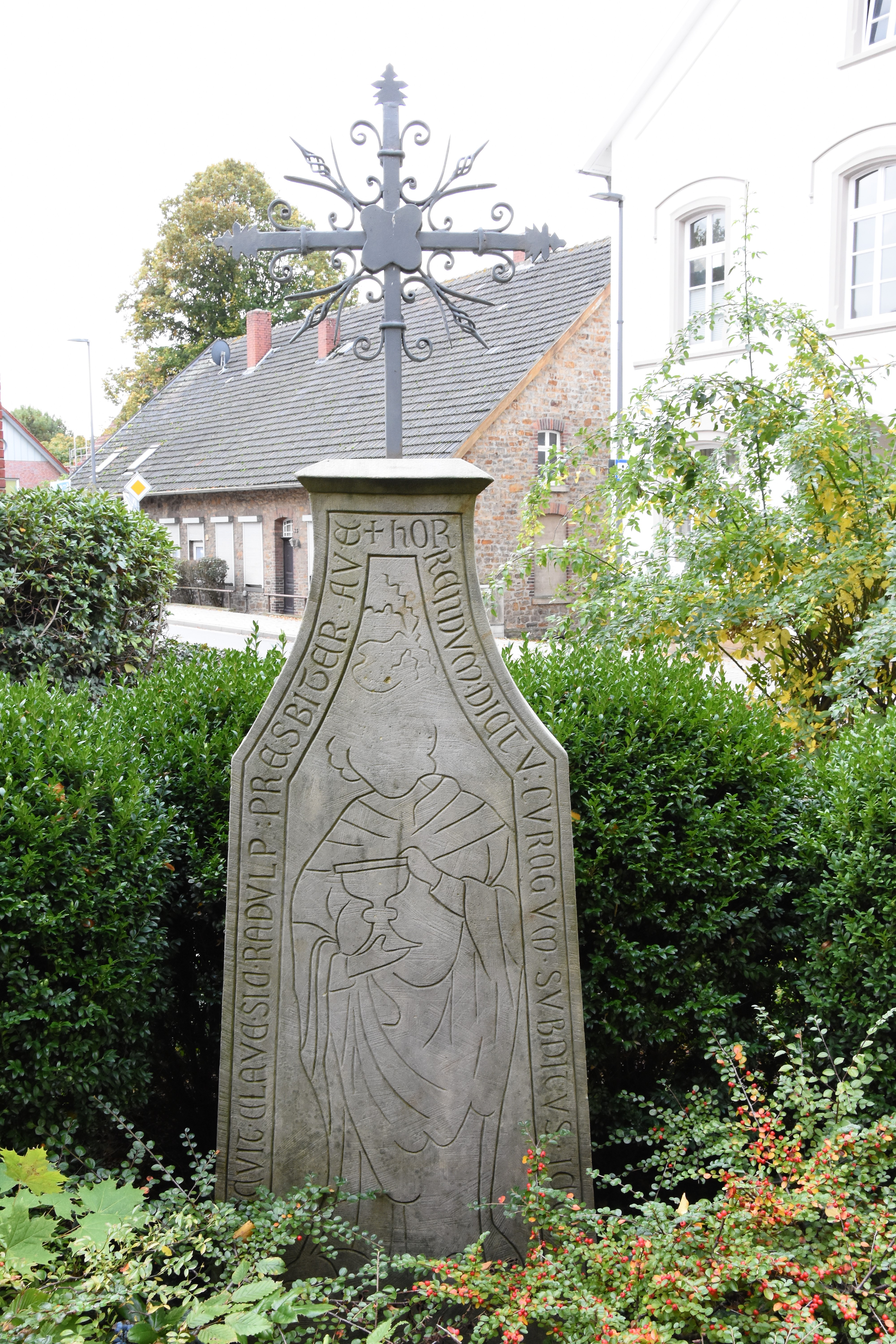
Kopie des Patersteins vor der Kirche

### Vorgängerbau
In Venne bestand bis ins 19. Jahrhundert eine der Walburga geweihte Vorgängerkirche aus Haustein mit gewölbtem Schiff. Inschriften zufolge wurde sie 1289 geweiht, 1631 restauriert und 1663 sowie 1728 repariert. 1844 wurde die alte Kirche wegen Baufälligkeit und nicht mehr ausreichender Größe abgerissen.

### Neue Kirche
Von 1845 bis 1847 wurde ein neugotischer Kirchenneubau nach Plänen des Architekten Emanuel Bruno Quaet-Faslem errichtet. Es handelt sich um eine Saalkirche aus Sandstein mit Westturm.
Nord-, Süd- und Westwand des Langhauses sind mit Emporen ausgestattet. An der Ostseite befindet sich der Kanzelaltar, der stilistisch den Übergang vom Klassizismus zur Neugotik darstellt. Nach Osten schließt sich die Sakristei an.
Die Orgel wurde 1847 von der Orgelbauerfamilie Haupt errichtet.
Südlich des Turms befindet sich der sogenannte Paterstein, ein Gedenkstein für einen Geistlichen, der ermordet worden sein soll. Der polygonale Stein mit Inschrift und Darstellung des Geistlichen stammt aus dem 14. Jahrhundert.